# 1200
1200（千二百、せんにひゃく、いっせんにひゃく）は自然数、また整数において、1199の次で1201の前の数である。

## 性質
- 1200は合成数であり、約数は1, 2, 3, 4, 5, 6, 8, 10, 12, 15, 16, 20, 24, 25, 30, 40, 48, 50, 60, 75, 80, 100, 120, 150, 200, 240, 300, 400, 600, 1200である。
  - 約数の和は3844。
  - 293番目の過剰数である。1つ前は1194、次は1204。
    - σ(n) ≧ 3n を満たす n とみたとき19番目の数である。1つ前は1080、次は1260。(ただしσは約数関数、オンライン整数列大辞典の数列 A023197)

  - 約数の和が平方数になる55番目の数である。1つ前は1177、次は1207。
- 267番目のハーシャッド数である。1つ前は1188、次は1204。
  - 3を基とする16番目のハーシャッド数である。1つ前は1110、次は2001。
- 1200 = 3 × 202
  - n = 20 のときの 3n 2 の値とみたとき1つ前は1083、次は1323。(オンライン整数列大辞典の数列 A033428)
- 1200 = 113 − 112 − 11 + 1
  - n = 11 のときの n 3 − n 2 − n + 1 の値とみたとき1つ前は891、次は1573。(オンライン整数列大辞典の数列 A152618)
- 1200 = 24 × 52 × 3
  - 3つの異なる素因数の積で p 4 × q 2 × r の形で表せる3番目の数である。1つ前は1008、次は1584。(オンライン整数列大辞典の数列 A179669)
- 1200 = 372 − 169
  - n = 37 のときの n 2 − 132 の値とみたとき1つ前は1127、次は1275。(オンライン整数列大辞典の数列 A132768)
- 約数の和が1200になる数は7個ある。(456, 632, 686, 783, 995, 1043, 1121) 約数の和7個で表せる7番目の数である。1つ前は1176、次は1368。
  - 約数の和 n 個で表せる n 番目の数である。1つ前は1248、次は1764。

## その他 1200 に関連すること
- 西暦1200年
- 1200系・1200形と呼ばれる鉄道車両については、「1200系」を参照。
- 「Technics SL-1200」は、世界初のダイレクトドライブ方式レコードプレーヤーを開発したメーカーが現在でも生産している唯一のレコードプレーヤー。
- 12:00は、今月の少女のミニアルバム。